# Олбин
О́лбин (укр. Олбин) — село в Козелецком районе Черниговской области Украины. Население 311 человек. Занимает площадь 1,553 км².
Код КОАТУУ: 7422086801. Почтовый индекс: 17040. Телефонный код: +380 4646.

## Власть
Орган местного самоуправления — Олбинский сельский совет. Почтовый адрес: 17040, Черниговская обл., Козелецкий р-н, с. Олбин, ул. Братьев Синицких, 64.

## История
В XIX веке село Олбин было в составе Волчковской волости Остерского уезда Черниговской губернии. В селе была Николаевская церковь.